# Miami Open 2022
Die Miami Open 2022 (offiziell: Miami Open presented by Itaú) waren ein Tennisturnier der WTA Tour 2022 für Damen und ein Tennisturnier der ATP Tour 2022 für Herren in Miami Gardens, welche zeitgleich vom 22. März bis zum 3. April 2022 stattfanden.

## Herrenturnier
→ Hauptartikel: Miami Open 2022/Herren
→ Qualifikation: Miami Open 2022/Herren/Qualifikation

## Damenturnier
→ Hauptartikel: Miami Open 2022/Damen
→ Qualifikation: Miami Open 2022/Damen/Qualifikation